# 覃异之

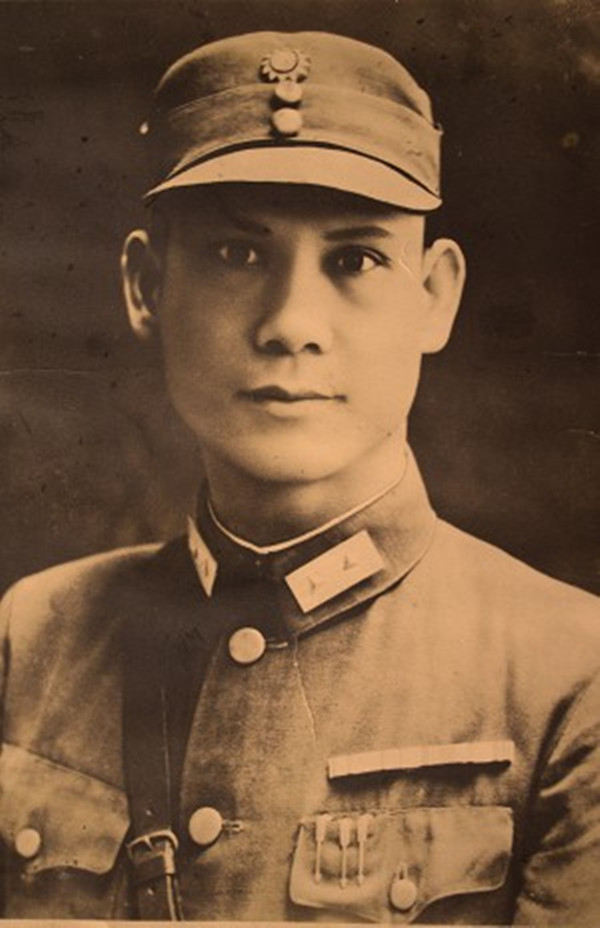
覃异之近照

覃异之（1907年7月7月—1995年9月17日），原名异存、异知，别号晓能，男，壮族，祖籍广西宾阳，生于广西安定，中国近代政治人物。

## 生平
六岁丧父，七岁丧母，由祖母在广西抚养长大。1925年由桂军军官学校转入黄埔军校第二期，曾参加国民革命军东征，由于会客家话，参加了黄埔军校东征宣传队工作。第二次东征结束后，由傅维玉（黄埔一期、黄埔军校东征宣传队队长）、陈奇涵、黄锦辉三人介绍加入中国共产党。历任黄埔二期入伍生第四区队副区队长、区队长、排长、连长等。1927年，四一二事件期间，曾营救阳翰笙夫妇及苏怡、尹柏林等等中共党员。后因故与中共脱离关系，或说时间在1928年。期间与黄埔军校教授部副主任敖正邦的二女儿敖天犀成婚。此后出任陆军第十师师部参谋。后回到中央陆军军官学校，任区队长、副中队长等。1930年教导第二师成立（不久改编为陆军第四师），历任团副、营长、旅部主任参谋等。该师独立旅扩编为第25师后，历任师部参谋主任、75旅149团团长，参加了1933年古北口长城抗战。1934年春，第25师和第2师奉令各抽一个旅参加对中央苏区第五次围剿，第25师抽去的是张耀明的第75旅。
抗日战争爆发后，覃异之先后担任过国民革命军第五十二军第25师参谋长、73旅少将旅长。1939年调任52军195师中将师长。后升任为52军副军长、衡耒师管区司令。1944年，调任青年远征军第204师师长兼川东警备司令（驻万县），开始与青年军政治部主任蒋经国有密切交往。1945年当选第六届中国国民党中央执行委员。
抗战胜利后，他获颁忠勤勋章、胜利勋章。204师与205师整编合并后，任205师师长。1946年9月当选为三青团中央干事会干事。1947年初率205师由万县、贵阳开往粤汉铁路沿线，一面护路，一面招募第二批知识青年入伍（主要是从广西招募青年，后大批滞留台湾）。1947年8月蒋介石电召到南京“要他准备开往台湾接受美械装备”。1947年10月初出任东北行辕第八兵团副司令兼第五十二军军长。1947年派参谋邓传汉到老家广西宜山竞选，当选为第一届国民大会代表。1948年2月，起家嫡系第五十二军第25师在鞍山被歼。1948年4月从东北回到南京参加國民大會，在白崇禧任部长的国防部挂职；副军长刘玉章继任第五十二军军长。淮海战役爆发后，1948年11月任首都卫戍副总司令兼江北指挥所（设于滁县）主任。1949年按照代总统李宗仁的命令释放了在南京关押的三百多名政治犯。1949年6月前往香港。1949年8月，与黄绍竑、龙云等人在香港通电反蒋。1949年12月全家回到北京。1950年元旦被派遣返回香港，开展策反工作，1951年回到广东在新会县参加土改工作半年。
1952年覃异之任水利部、水利电力部参事室副主任、主任，国防委员会委员等职。此外，他还是第二、三、四、七届全国政协委员，第五、六届全国政协常委，中国国民党革命委员会中央常委、中央监察委员会副主席，民革北京市委主委，北京市人大常委会副主任，黄埔军校同学会副会长。1995年9月17日，覃异之在北京去世，终年88岁。

## 家人
- 发妻：敖天犀，因患妊娠高血压病逝。
- 继妻：谢畹华，1947年结婚